# 니콜 애니스턴
니콜 애니스턴(Nicole Aniston, 1987년 9월 9일 ~ )은 미국의 포르노 배우, 모델, 댄서, 배우이다.